# 日本シューター
株式会社日本シューター（にっぽんシューター、英: NIPPON SHOOTER LTD.）は、村田機械グループで病院内自動搬送設備の設計開発、医療廃棄物処理、OAフロア、通所介護のデイサービスなどの事業を手掛ける日本の企業。

## 概要
搬送したい物を専用のカプセル（筒）に入れ、そのカプセルを専用の管路を用いて圧縮空気や真空圧を利用して搬送する搬送装置の気送管（en:Pneumatic tube）を主力製品としている。
村田機械グループ入り後は特にスマートホスピタル実現を掲げ、医療機関の物流合理化提案に注力している。
容器の再使用が可能な医療廃棄物処理（サイクルペール）、などを手掛けている。
京都・滋賀でデイサービス「暖団」を運営。モーターエクササイズを取り入れ、 リハビリテーションを 兼ねた筋力トレーニングなども実施している。 